# Poslovna cona Žeje pri Komendi
Poslovna cona Žeje pri Komendi je naselje brez stalnih prebivalcev v Občini Komenda. Ustanovljeno je bilo leta 2012 iz dela ozemlja naselja Žeje pri Komendi.